# Pantherinae
Pantherinae, stora kattdjur, är en underfamilj av familjen kattdjur. Till underfamiljen räknas vanligen släktena Panthera, Neofelis och Uncia, och ofta även Pardofelis. Enligt vissa systematiseringar kan även Lynx (lodjur) och Prionailurus ingå.
Pantherinae kännetecknas, förutom av storleken, av att de har ett mjukt tungben, och därför inte kan spinna. Däremot kan de ryta.